# Tabele de decompresie
Tabelele de decompresie reprezintă programe de decompresie concepute, experimentate și verificate în vederea prevenirii apariției accidentelor de decompresie, la scafandri, după efectuarea de scufundări.

## Definiții
Interpretarea corectă a datelor conținute într-un tabel de decompresie, necesită înțelegerea corectă a acestora. Următorii parametri stau la baza alegerii și urmăririi corecte a unui tabel de decompresie: 
- ora scufundării - momentul în care scafandrul părăsește suprafața liberă a apei și începe, practic, scufundarea;
- durata scufundării - intervalul de timp cuprins între momentul începerii scufundării (ora scufundării) și momentul începerii urcării către suprafața apei sau către primul palier de decompresie. Timpul de coborâre către adâncimea de lucru face parte integrantă din durata scufundării;
- adâncimea scufundării - adâncimea maximă atinsă în timpul scufundării, rotunjită la un multiplu de trei metri imediat superior;
- palierul - treapta de staționare la un anumit nivel (la o anumită adâncime) în faza de urcare a scafandrului către suprafață, definită de tabel funcție de tipul scufundării și durata acesteia;
- coeficientul „C” - raportul dintre tensiunea azotului dizolvat în țesutul cu perioada de saturație de 120 minute, la presiunea corespunzătoare scufundării considerate și tensiunea azotului dizolvat în același țesut, la presiunea atmosferică;
- intervalul de la suprafață - intervalul de timp cuprins între momentul în care scafandrul iese la suprafață după o scufundare (ora de ieșire dintr-o scufundare) și momentul începerii unei noi scufundări (ora de lansare în scufundarea următoare);
- scufundarea succesivă - scufundarea executată, de către același scafandru, la un interval de suprafață mai mic de 8 ore față de scufundarea precedentă; atunci când se execută o scufundare succesivă, timpul de decompresie pentru o astfel de scufundare crește față de timpul de decompresie al unei scufundări cu aceleași caracteristici (durata scufundării și adâncimea scufundării) executată la un interval mai mare de 8 ore față de ultima scufundare. Aceasta deoarece, după un interval mai mic de 8 ore de la scufundarea precedentă, țesuturile organismului continuă să conțină azot dizolvat, neeliminat încă din țesuturi (azot rezidual). De aceea, în cazul scufundărilor succesive, programul de decompresie va trebui modificat în mod corespunzător, prin calculul unor timpi de majorare a duratei scufundării. Azotul rezidual se elimină treptat din țesuturi în intervalul de aproximativ 8 ore după terminarea ultimei scufundări. La sfârșitul acestui interval se poate repeta o scufundare urmărind programul obișnuit de decompresie, fără nici o majorare a duratei scufundării.
- majorarea (timpul de majorare) - se definește pentru o scufundare succesivă și traduce într-o durată de scufundare raportul exprimat de coeficientul „C” de la sfârșitul intervalului de suprafață.
- durata fictivă - suma timpului de majorare cu durata reală a scufundării succesive.
- scufundarea în albastru - scufundarea în care scafandrul coboară mai puțin de 60 m într-un loc în care adâncimea apei depășește această valoare.

## Scufundări sub curba de securitate
Scufundarea sub curba de securitate reprezintă scufundarea a cărei durată este suficient de scurtă încât revenirea de la adâncimea de lucru la suprafața apei (la presiunea atmosferică) nu necesită executarea de paliere de decompresie. Scufundările sub curba de securitate sunt recomandate scafandrilor începători, pentru că acestea micșorează la minimum riscul apariției unor accidente de decompresie. În cazul scufundărilor sub curba de securitate, scafandrul nu trebuie să urmărească nici un tabel de decompresie.
Tabelele de decompresie sunt utilizate pentru scufundările din exteriorul curbei de securitate (din zona de decompresie ce necesită paliere).

## Tabele de decompresie cu aer
Tabelele de decompresie cu aer se referă la programele de decompresie specifice scafandrilor care respiră aer atât în timpul scufundării cât și în timpul palierelor de decompresie.
Tabelele pot fi utilizate de către scafandri autonomi echipați cu aparate de respirat sub apă cu aer comprimat și care efectuează întreaga decompresie sub apă, prin ridicarea controlată spre suprafață.
Tabelele utilizate în general pe plan mondial diferă în funcție de țara unde au fost elaborate:
- tabele LH-82 elaborate în România în anul 1982;
- tabele de decompresie cu aer Bühlmann
- tabele MN 90 realizate în Franța de Marina Națională în anul 1990;
- tabele US Navy realizate în SUA de US Navy;
- tabele BSAC 88 create în Marea Britanie;
- tabele DCIEM elaborate în Canada;

De asemeni sunt larg utilizate tabelele PADI, NAUI, NOAA[nefuncțională]
.

### Tabele de decompresie cu aer LH-82
În România au fost elaborate și testate în cadrul Laboratorului Hiperbar de pe lângă Centrul de Scafandri Constanța în anul 1982, tabelele de decompresie cu aer LH - 82, pentru scufundări cu aer până la adâncimea de 60 m.
Decompresia se execută prin paliere din 3 în 3 metri direct în apă, iar viteza de ridicare de la adâncimea de lucru la primul palier este de 15 m/min. Ultimul minut al fiecărui palier va fi utilizat pentru ridicarea la palierul următor.

### Tabele de decompresie cu aer Bühlmann
Când se efectuează scufundări cu aer în medii acvatice situate la diverse altitudini, (scufundare la altitudine), cum ar fi lacurile de munte, decompresia se poate face utilizând tabele specializate elaborate în cadrul școlii elvețiene de scufundare, tabele testate și verificate în cadrul Laboratorului Hiperbar de pe lângă Centrul de Scafandri Constanța (tabelul Bühlmann-700 și tabelul Bühlmann-1500).
Tabelul BÜ-700 este utilizat în cazul scufundărilor în medii acvatice situate la altitudini cuprinse între 0 m și 700 m, iar tabelul BÜ-1500 este folosit pentru scufundări în medii acvatice situate la altitudini cuprinse între 701 m și 1500 m.
Viteza de ridicare la primul palier este de circa 10 m/min.

## Tabele cu decompresie la suprafață

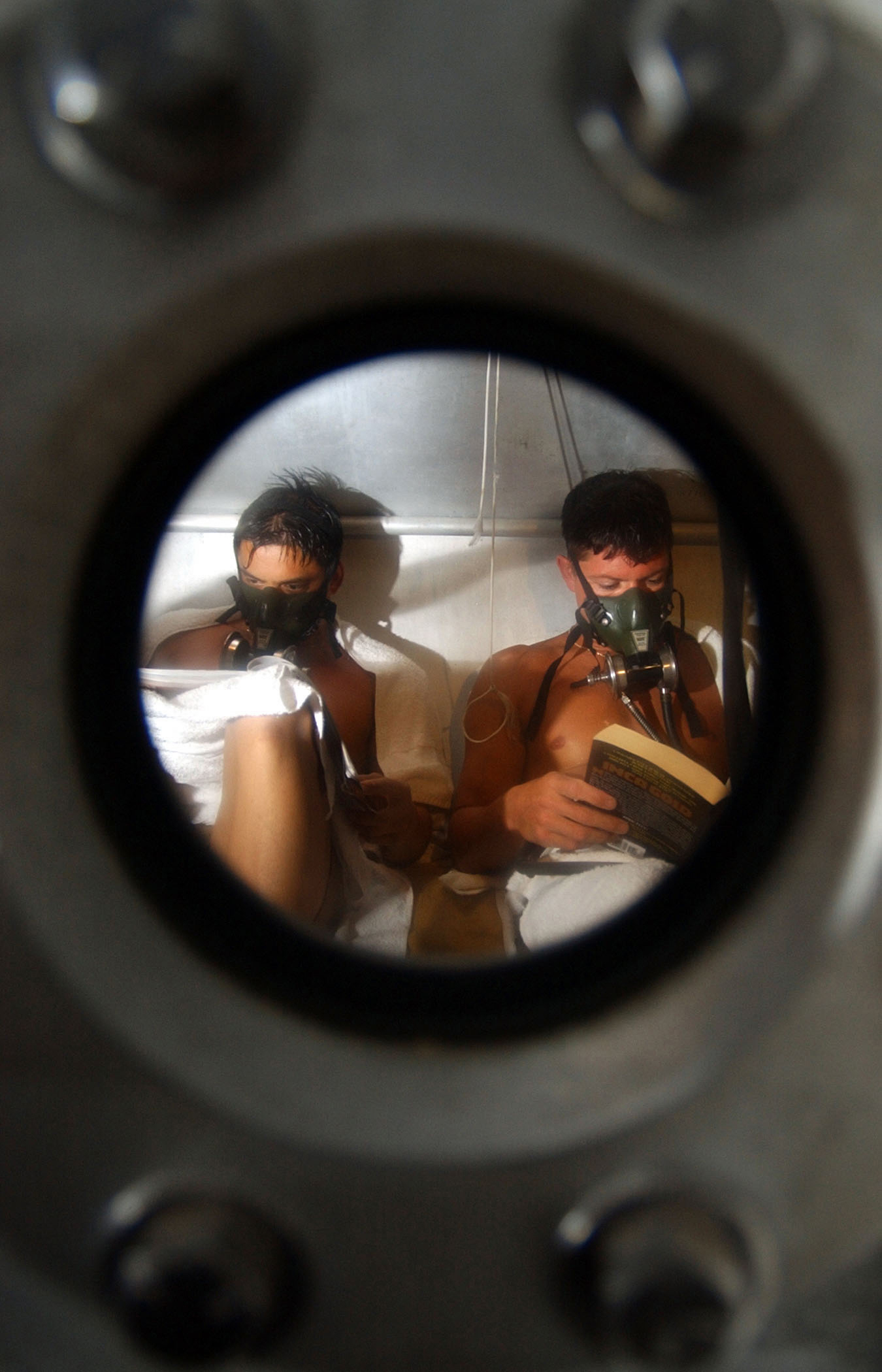
Scafandrii respirând oxigen în timpul unei decompresii la suprafață în barocameră

În scufundarea profesională anumite tipuri de lucrări subacvatice precum și condițiile hidro-meteo nefavorabile, (valuri mari, hula marină, curenții, frigul cauzat de staționarea îndelungată a scafandrului în apă), nu permit efectuarea palierelor de la 3 m sau chiar 6 m adâncime pentru revenirea la presiunea atmosferică.
Tabelele cu decompresie la suprafață sunt derivate din tabelele de decompresie după scufundări cu aer și reduc în mod substanțial, durata staționării scafandrului în apă. 

Tabelele cu decompresie la suprafață se folosesc numai după scufundări cu aer la care se aplică anumite reguli speciale. Tehnologia trebuie foarte bine pregătită și respectată cu multă exactitate.
Au fost elaborate tabele cu decompresie la suprafață, englezești, americane, rusești și românești.
Tabelele englezești prevăd folosirea oxigenului pur încă de la palierul de 18 m.
Celelalte tabele cu decompresia la suprafață recomandă utilizarea oxigenului pur după recompresia scafandrului într-o barocameră.
Cele mai sigure tabele cu decompresia la suprafață, recunoscute pe plan mondial, sunt cele americane. Aceste tabele prevăd scoaterea scafandrului la suprafață, după ce a efectuat palierul de la adâncimea de 9 m și recomprimarea rapidă a acestuia, în mai puțin de 3 minute, la presiunea corespunzătoare adâncimii de 12 m în barocameră, unde respiră aer sau oxigen pur la o mască oro-nazală, după care este readus direct la presiunea atmosferică. 

Acest singur palier de la adâncimea de 12 m, cu aer sau oxigen, este mai eficient decât palierele cu oxigen la adâncimi mici. 

Datorită eficienței lor, aceste tabele au fost acceptate în scufundările profesionale, la lucrări sub apă în Marea Nordului și Golful Mexic.
Tabelele cu decompresie la suprafață românești LH-89 sunt elaborate de Laboratorul Hiperbar din Constanța, în anul 1989.

### Tabele de decompresie LH-89
Tabelele de decompresie LH-89 au fost realizate în cadrul Laboratorului Hiperbar de pe lângă Centrul de Scafandri Constanța în anul 1989.
Sunt tabele de scufundare cu decompresia la suprafață, la care o parte din programul de decompresie este realizat în barocameră.
Aceste tabele de decompresie pot fi pentru respirare de aer la palierele din barocameră, sau pentru respirare de oxigen la palierele din barocameră și sunt specifice scufundărilor profesionale cu alimentare de la suprafață care urmăresc un randament al scufundării ridicat, utilizând instalații de hiperbar pretențioase și personal de exploatare specializat.

## Tabele de decompresie după scufundări cu amestecuri azot-oxigen (Nitrox)

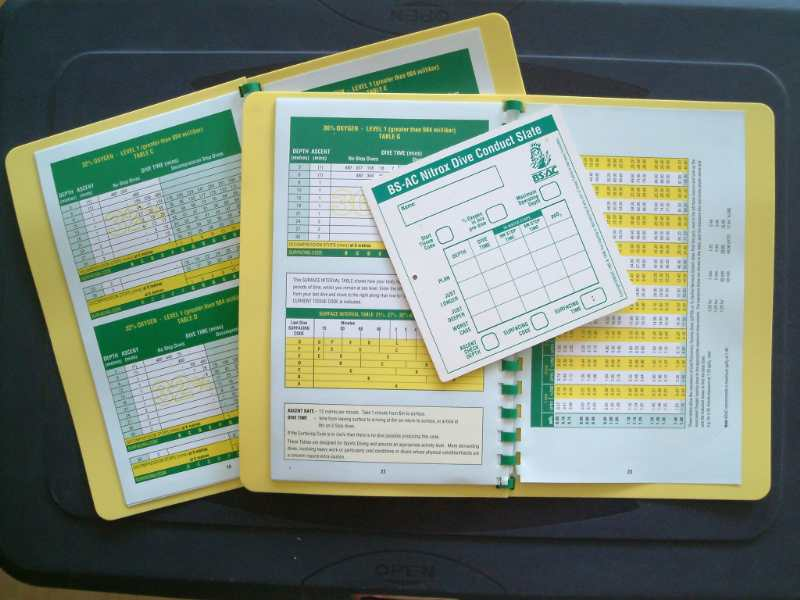
Tabele de decompresie (Nitrox)

Aceste tabele au apărut ca urmare a necesității utilizării unor amestecuri respiratorii sintetice, în vederea creșterii duratei sub apă și reducerii duratei decompresiei, deci în vederea creșterii randamentului scufundării.
În cadrul Laboratorului Hiperbar de pe lângă Centrul de Scafandri Constanța, s-au calculat tabele de decompresie specializate pentru scufundările cu amestecuri Nitrox.